# Les Trois Sœurs
Pour les articles homonymes, voir Three Sisters et Trois sœurs.

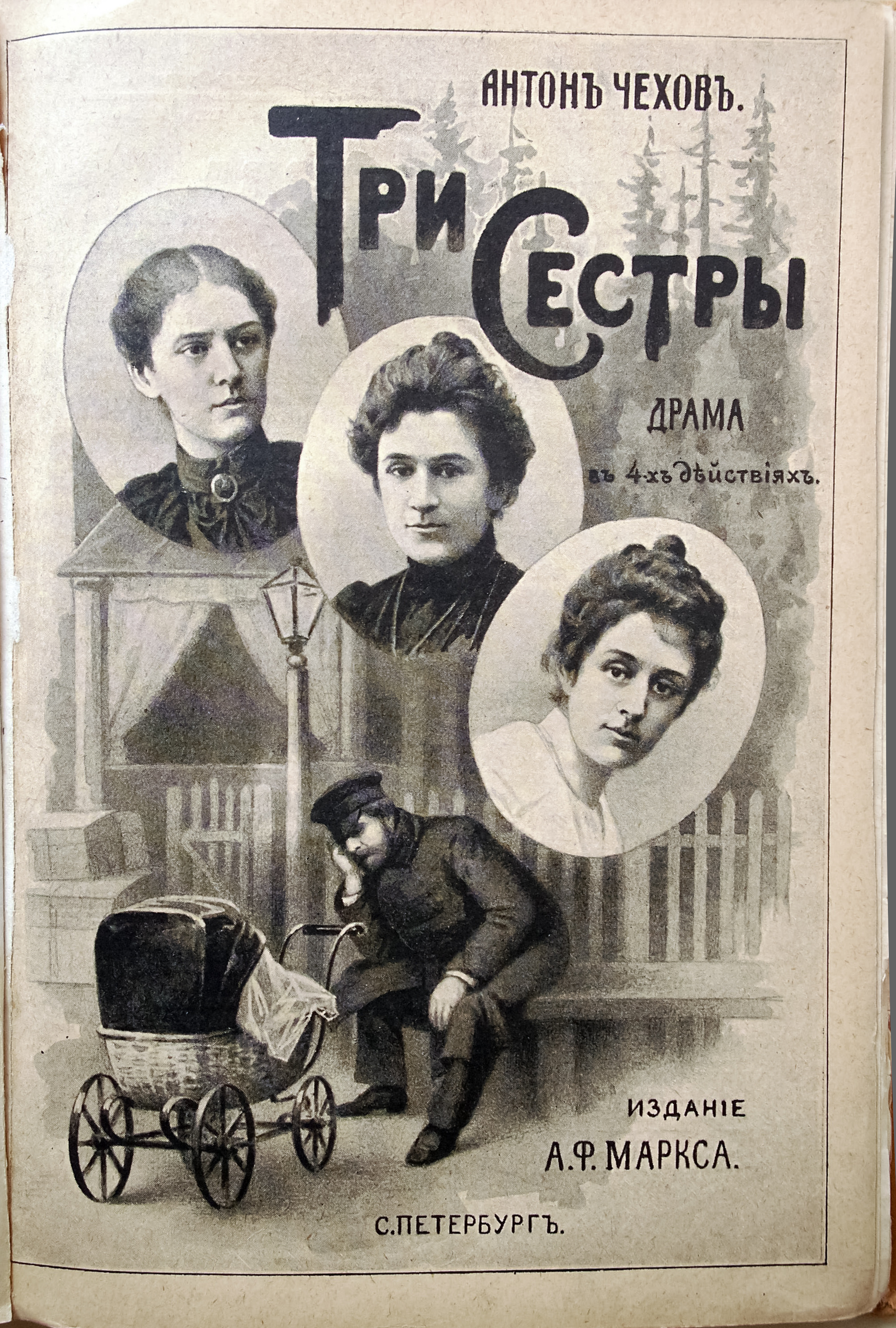
Couverture du premier livret édité en 1901 avec les portraits des actrices de l'époque : Savitskaïa (Olga), Knipper (Macha) et Andreïeva (Irina)

Les Trois Sœurs (en russe : Три сестры, Tri sestry) est une pièce de Tchekhov. Écrite durant l'année 1900 à Gourzouf, puis à la Datcha Blanche de Yalta, cette œuvre tirerait son inspiration, selon certains, de la situation des trois sœurs Brontë, mais plus vraisemblablement des sœurs Ottilia, Margarita et Evelina Zimmermann, rencontrées par Tchékhov à Perm, lorsqu'il s'y arrêta en route vers l'île de Sakhaline, en 1890. Elle fut créée le 31 janvier 1901 au Théâtre d'art de Moscou.

## Synopsis
Les membres de la famille Prozorov, composée de trois sœurs, Macha, Olga et Irina et de leur frère Andreï, partagent une demeure provinciale, dans la campagne profonde de Russie. Andreï est lui-même marié à Natacha. La pièce débute par la fête d'Irina, un an après la mort de leur père, marquant la fin du deuil et le début, croit-on, d'une nouvelle vie. La petite ville de province, près de laquelle se trouve la demeure, accueille un régiment qui vient d'arriver. La vie des Prozorov s'avère dominée par l'ennui et n'est rythmée que par les visites d'officiers venus de la garnison voisine, et devenus peu à peu comme des membres de cette famille atteinte du mal de vivre. Un rêve habite cependant les trois sœurs : retourner à Moscou, la ville de leur enfance heureuse.
Pas de héros, peu d'action ; cette pièce va à l'encontre du schéma classique en mettant en scène des personnages extrêmement humains qui voient leur vie peu à peu s'étioler, avec le désespoir de n'avoir rien construit, rien entrepris.
Entre conversations absurdes et grands débats philosophiques, entre mariages ratés et désespoirs amoureux, Tchekhov aborde dans Les Trois Sœurs les thèmes du temps qui passe et détruit les rêves, de l'importance du travail et de l'autonomie, de l'ennui et de l'amour.

## Personnages

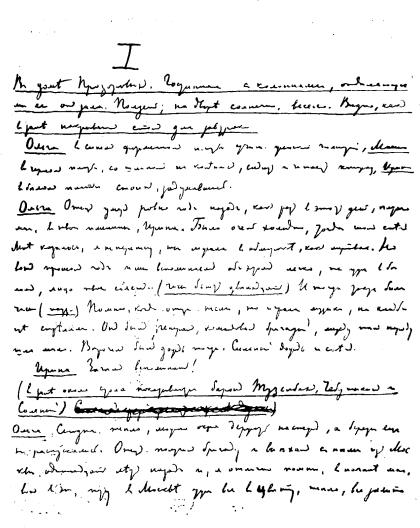
Manuscrit du début du 1er acte, écrit de la main de Tchékhov

- Olga Sergueïevna Prozorova (Olia) : l'aînée de la fratrie. Elle a 28 ans au début de la pièce et elle est professeur au lycée dont elle deviendra la directrice à la fin de la pièce. Elle remplace la mère des Prozorov, morte il y a longtemps; elle est protectrice avec ses sœurs, son frère et les domestiques, comme la nourrice Anfissa, à l'inverse de Natacha au cœur dur.
- Maria Sergueïevna Kouliguina, née Prozorova (Macha) : Elle a 25 ans au début de la pièce. Rêveuse et pianiste, elle est mariée avec Kouliguine, professeur au lycée sans envergure et tombe amoureuse du lieutenant-colonel Verchinine. C'est elle qui s'oppose le plus à sa belle-sœur Natacha.
- Irina Sergueïevna Prozorova : la cadette. Elle a 20 ans, est gaie et inconsciente et elle mûrit tout au long de la pièce, jusqu'au sacrifice de ses illusions. Elle décide de travailler, sans que cela lui apporte le bonheur souhaité et consent à la fin à épouser le baron von Touzenbach, amoureux sans retour depuis cinq ans.
- Andreï Sergueïevitch Prozorov. Frère violoniste et artiste choyé au début par ses sœurs, il soulève les espoirs de la famille et rêve de devenir professeur d'université, mais il épouse finalement Natacha, personne vulgaire et sans cœur, et s'adonne au jeu, hypothéquant la propriété. Il se persuade d'aimer sa femme et souffre de la mesquinerie de sa vie et de la veulerie des habitants de cette ville provinciale.
- Natalia Ivanovna (Natacha) : épouse d'Andreï, originaire de cette ville de province. Timide et vulgaire, issue d'un milieu plus modeste que celui des Prozorov, elle finit par s'imposer dans la famille, chasse les sœurs de la propriété, gouverne la maison sans égard pour les domestiques et a une liaison avec Protopopov, le président du zemstvo, dont Andreï est le subalterne. Son caractère s'oppose à la sensibilité et l'éducation aristocratique des Prozorov. C'est le seul personnage de la famille (en plus de son opposé la nourrice villageoise Anfissa) qui soit heureux de son sort.
- Fiodor Illitch Kouliguine : époux de Macha. Professeur au lycée de la ville, bon et aimant sa femme plus jeune, il ferme les yeux sur le penchant de celle-ci envers Verchinine, mais il n'est finalement préoccupé que de l'opinion que le directeur du lycée peut avoir sur lui.
- Alexandre Ignatievitch Verchinine, lieutenant-colonel du régiment de 42 ans au début de la pièce, ancien compagnon d'armes du père des Prozorov. Mal marié avec une femme neurasthénique, il rêve d'un foyer harmonieux ailleurs, mais est condamné à ne pas s'enraciner, devant aller de garnison en garnison. Il aime philosopher sur l'avenir et tombe amoureux de Macha qui sait l'écouter.
- Baron Nikolaï Lvovitch von Touzenbach : officier du régiment d'origine germano-balte, issu d'une famille russifiée, il est laid et bon. Il est inséparable de Saliony, avec qui il se dispute sans arrêt. Il tombe dès le début amoureux d'Irina qui lui avoue le respecter, mais ne pas l'aimer. Son désir qu'il n'atteindra qu'à la fin sans le réaliser est de démissionner de l'armée pour travailler.
- Capitaine Vassili Vassilievitch Saliony, officier fantasque et maladroit, parfois brutal, sorte d'anti-héros, amoureux d'Irina, plus par goût de rivaliser avec Touzenbach, que de manière sincère. Il critique tout et se compare à Lermontov. À la fin de la pièce il tue en duel le baron Touzenbach, ce qui met fin aux espoirs de mariage d'Irina.
- Ivan Romanovitch Tcheboutykine, ancien médecin militaire de 60 ans, vieil homme excentrique s'adonnant trop à la boisson, par désespoir de n'avoir pu faire vivre une patiente, et surtout par nostalgie d'avoir aimé autrefois la mère des Prozorov. Il sert de confident sur des questions profondes, mais il se déprécie sans cesse, avouant ne lire que les nouvelles superficielles des journaux.
- Alexeï Petrovitch Fedotik : jeune sous-lieutenant du régiment, essayant d'attirer l'attention d'Irina en lui offrant des cadeaux et en faisant des photographies de tout le monde. Il perd tout dans l'incendie de la ville, mais cela ne fait qu'aiguillonner son caractère inconscient et enfantin.
- Vladimir Karlovitch Rode : sous-lieutenant d'origine allemande qui sert, alors que le régiment est en garnison dans la petite ville, de professeur de gymnastique au lycée.
- Féraponte : vieux portier sourd et courrier du conseil local qui apporte des nouvelles d'ailleurs et souvent de Moscou. Faisant office de messager, comme dans une pièce antique, il n'est qu'à peine écouté.
- Anfissa, vieille nourrice au service de la famille depuis plus de trente ans et protégée d'Olga, contre Natacha qui veut la renvoyer et la considère comme une bouche inutile, seule personne, avec Natacha, à être heureuse de son sort.

## En France

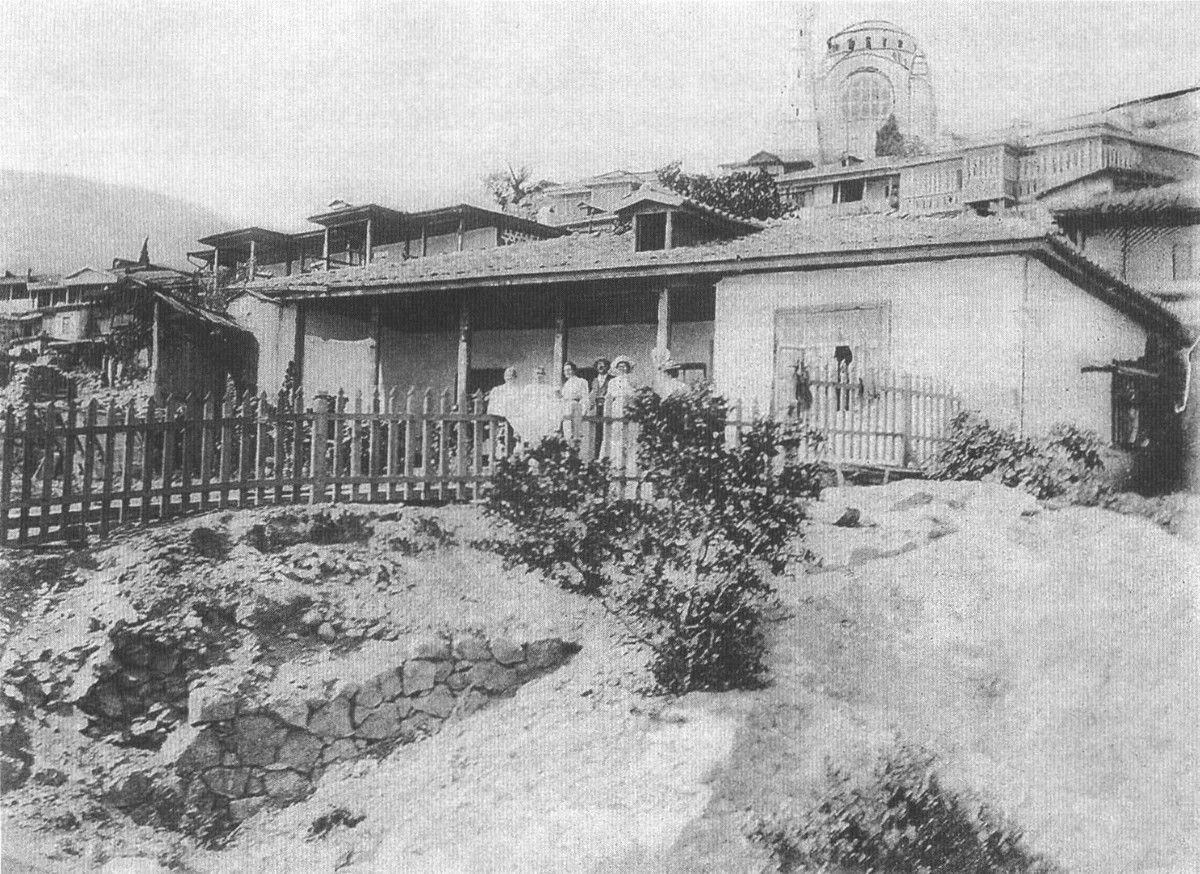
Petite villa de Tchékhov au-dessus de la plage, à Gourzouf en Crimée, où il commença à écrire Les Trois Sœurs en août 1900

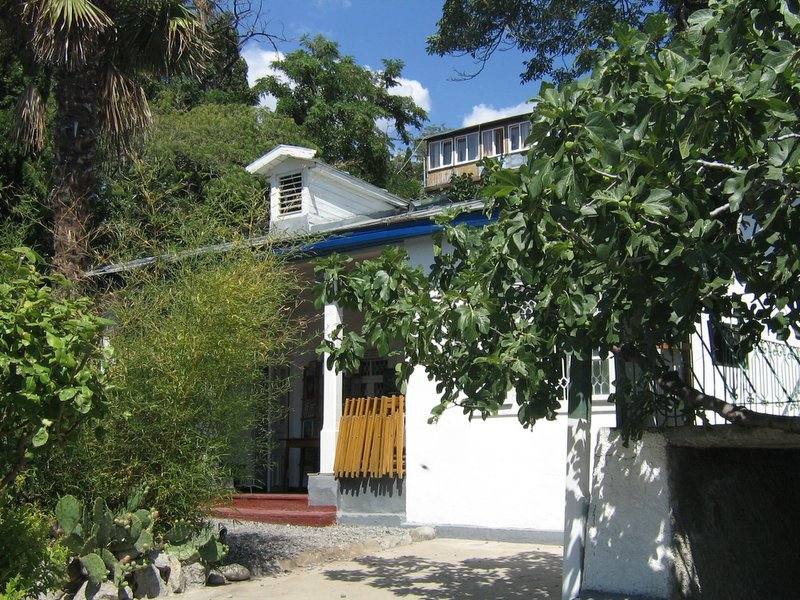
Entrée de la villa à Gourzouf en face de la plage; aujourd'hui, c'est un musée

La Comédie-Française a Les Trois Sœurs dans son répertoire:
- Mise en scène d'Alain Françon (mai-juillet 2010, traduction d'André Markowicz et Françoise Morvan), avec les acteurs suivants:
  - Olga: Florence Viala
  - Macha: Elsa Lepoivre
  - Irina: Georgia Scalliet
  - Andreï: Guillaume Gallienne
  - Natacha: Coraly Zahonero
  - Verchinine: Michel Vuillermoz
  - Kouliguine: Gilles David
  - Tuzenbach: Laurent Stocker
  - Soliony: Éric Ruf
  - Tcheboutykine: Bruno Raffaelli
  - Rode: Stéphane Varupenne
  - Fedotik: Adrien Gamba-Gontard
  - Anfissa: Hélène Surgère
  - Féraponte: Michel Robin

Avec une distribution quasiment identique, la pièce a été adaptée pour la télévision par la chaîne Arte en 2015 : la réalisation a été confiée à Valéria Bruni-Tedeschi.
La troupe du Maly Drama Théâtre est venue jouer Les Trois Sœurs au théâtre de Bobigny en 2012 avec une mise en scène de Lev Dodine.
La pièce revient au répertoire du Théâtre du Nord-Ouest, dans une mise en scène de Vincent Gauthier pour l'Intégrale Tchékhov de mars à juin 2019.
Jean Prat en fit une adaptation télévisée en 1974.